# Форестдейл (Массачусетс)
Форестдейл (англ. Forestdale) — переписна місцевість (CDP) в США, в окрузі Барнстебел штату Массачусетс. Населення — 4116 осіб (2020).

## Географія
Форестдейл розташований за координатами 41°41′1″ пн. ш. 70°30′39″ зх. д. / 41.68361° пн. ш. 70.51083° зх. д. (41.683488, -70.510786).  За даними Бюро перепису населення США в 2010 році переписна місцевість мала площу 10,77 км², з яких 9,83 км² — суходіл та 0,93 км² — водойми.

## Демографія
Згідно з переписом 2010 року, у переписній місцевості мешкало 4099 осіб у 1414 домогосподарствах у складі 1125 родин. Густота населення становила 381 особа/км².  Було 1530 помешкань (142/км²).
Расовий склад населення:
| - 96,2 % — білих - 1,2 % — азіатів - 0,7 % — чорних або афроамериканців - 0,6 % — корінних американців |

До двох чи більше рас належало 1,0 %. Частка іспаномовних становила 1,8 % від усіх жителів.
За віковим діапазоном населення розподілялося таким чином: 28,1 % — особи молодші 18 років, 63,2 % — особи у віці 18—64 років, 8,7 % — особи у віці 65 років та старші. Медіана віку мешканця становила 39,9 року. На 100 осіб жіночої статі у переписній місцевості припадало 95,2 чоловіків;  на 100 жінок у віці від 18 років та старших — 92,2 чоловіків також старших 18 років.
Середній дохід на одне домашнє господарство  становив 97 002 долари США (медіана — 90 766), а середній дохід на одну сім'ю — 105 400 доларів (медіана — 91 937). За межею бідності перебувало 6,7 % осіб, у тому числі 6,5 % дітей у віці до 18 років та 0,0 % осіб у віці 65 років та старших.
Цивільне працевлаштоване населення становило 2632 особи. Основні галузі зайнятості: освіта, охорона здоров'я та соціальна допомога — 23,1 %, роздрібна торгівля — 16,9 %, науковці, спеціалісти, менеджери — 16,3 %.